# بروس أرنولد
بروس أرنولد (بالإنجليزية: Bruce Arnold)‏ هو صحفي بريطاني أقام في أيرلندا معظم حياته، ولد في 6 سبتمبر 1936 في لندن في المملكة المتحدة.